# Arctous
Arctous es un género  de plantas  pertenecientes a la familia Ericaceae. Comprede 8 especies descritas y de estas, solo 5 aceptadas.

## Taxonomía
El género fue descrito por (A.Gray) Nied. y publicado en Botanische Jahrbücher für Systematik, Pflanzengeschichte und Pflanzengeographie 11(2): 144. 1889.

## Especies
- Arctous alpina (L.) Nied.
- Arctous alpinus (L.) Nied.
- Arctous erythrocarpa Small
- Arctous microphyllus C.Y.Wu
- Arctous ruber (Rehder & E.H.Wilson) Nakai